# Liste der Bodendenkmale in Mulda/Sa.
In der Liste der Bodendenkmale in Mulda/Sa. sind die Bodendenkmale der Gemeinde Mulda/Sa. und ihrer Ortsteile nach dem Stand der Auflistung von Volkmar Geupel aus dem Jahr 1983 aufgelistet. Eventuelle Änderungen und Ergänzungen, insbesondere aus der Zeit nach der Wende, sind nicht berücksichtigt, da für Sachsen aktuell keine neueren allgemein zugänglichen Bodendenkmallisten vorliegen. Die Baudenkmale sind in der Liste der Kulturdenkmale in Mulda/Sa. aufgeführt.
| Denkmal-ID | Fundart          | Ortsteil    | Bezeichnung                     | Zeitstellung    | Lage                                                                       | Bemerkungen                                                                     | Bild |
| ---------- | ---------------- | ----------- | ------------------------------- | --------------- | -------------------------------------------------------------------------- | ------------------------------------------------------------------------------- | ---- |
| ?          | besonderer Stein | Helbigsdorf | Steinkreuz                      | Neuzeit         | Ortsmitte, Südteil des Friedhofs                                           | Jahreszahl 1569 und sich kreuzende Linien eingeritzt, Schutz seit 15. März 1971 |      |
| ?          | besonderer Stein | Mulda       | Steinkreuzstumpf(?) „Mordstein“ | Spätmittelalter | südöstlich des Orts im Waldstück Grüne, auf der Flurgrenze zu Dorfchemnitz | Rest einer Inschrift, Schutz seit 18. Juli 1963                                 |      |